# 歐洲民族

歐洲語言分布圖

歐洲民族 主要是使用印歐語系語言的族群，其次是使用烏拉語系語言的族群，巴斯克人是歐洲唯一使用孤立語言的族群，在獨聯體國家中尚有一部分使用突厥語系、蒙古語系、高加索諸語言的族群，在地中海還有使用亞非語系的族群。各個民族基本是以民族國家劃分。有同國家的使用同一語言的人群承認属於同一族群，也有人更願意强調自己的國別。
使用印歐語系的三大族群：日耳曼語族、羅曼語族、斯拉夫語族，包含超過90%的歐洲人口：
- 羅曼語族（拉丁人）
  - 法蘭西人/瓦隆人/摩納哥人/瑞士法蘭西人
  - 科西嘉人
  - 義大利人/瑞士義大利人/聖馬利諾人
  - 西班牙人
  - 葡萄牙人
  - 拉迪恩人
  - 羅馬尼亞人/摩爾多瓦人
  - 加利西亞人
  - 加泰隆人/安道爾人
  - 羅曼什人
  - 阿羅蒙人
  - 弗留利人

- 日耳曼語族（日耳曼人）
  - 英格蘭人
  - 弗里斯蘭人
  - 荷蘭人/佛拉芒人
  - 德意志人/奧地利人/列支敦斯登人/瑞士德意志人/伏爾加德意志人
  - 盧森堡人
  - 丹麥人
  - 挪威人
  - 瑞典人/奧蘭人
  - 法羅人
  - 冰島人

- 斯拉夫語族（斯拉夫人）
  - 俄羅斯人
  - 白俄羅斯人
  - 烏克蘭人
  - 盧森尼亞人
  - 波蘭人
  - 保加利亞人/波馬克人
  - 捷克人
  - 斯洛伐克人
  - 克羅埃西亞人/塞爾維亞人/蒙特內哥羅人/波士尼亞克人
  - 索布人
  - 斯洛維尼亞人
  - 北馬其頓人

較小的印歐語系使用族群：
- 凱爾特語族（凱爾特人）
  - 愛爾蘭人
  - 蘇格蘭人
  - 威爾斯人
  - 康瓦爾人
  - 曼島人
  - 布列塔尼人

- 波羅的語族（波羅的人）
  - 立陶宛人
  - 拉脱維亞人

- 希臘語族
  - 希臘人/賽普勒斯人

- 阿爾巴尼亞語族
  - 阿爾巴尼亞人/科索沃人

- 亞美尼亞語族
  - 亞美尼亞人

- 印度-伊朗語族
  - 羅姆人（吉普賽人）
    - 芬蘭羅姆人
    - 斯洛伐克羅姆人

  - 奧塞梯人
  - 庫德人

使用非印歐語系的族群：
- 烏拉語系
  - 馬扎爾人（匈牙利人）
  - 芬蘭人
  - 愛沙尼亞人
  - 薩米人
  - 烏德穆爾特人
  - 馬里人
  - 莫爾多瓦人
  - 卡累利阿人
  - 科米人

- 突厥語系
  - 土耳其人/北賽普勒斯人
  - 哈薩克人
  - 加告茲人
  - 卡拉伊姆人
  - 克里米亞韃靼人
  - 喀山韃靼人
  - 楚瓦什人
  - 卡拉恰伊人
  - 巴爾卡爾人
  - 諾蓋人
  - 庫梅克人
  - 巴什基爾人

- 南高加索語系
  - 喬治亞人
  - 明格列爾人
  - 斯凡人
  - 拉茲人

- 東北高加索語系
  - 車臣人
  - 印古什人
  - 阿瓦爾人

- 西北高加索語系
  - 阿布哈茲人
  - 切爾克斯人
  - 卡巴爾達人

- 亞非語系
  - 馬爾他人
  - 猶太人

- 蒙古語系
  - 卡爾梅克人

- 孤立語言
  - 巴斯克人